# 石井俊匡
石井俊匡，日本男性動畫監督。群馬縣綠市出身。

## 經歷
千葉大學出身，大學時代在主修物理學的同時，還加入了動畫研究會。在那裏他發現了動畫的樂趣，立誌進入動畫業界。
從2010年開始作為A-1 Pictures的製作進行進入業界。2014年，在《宇宙兄弟》第90話中作為演出家出道。2019年，在網絡動畫《そばへ》中首次擔任監督。

## 主要參加作品

### 電視動畫
2010年
- 黑執事Ⅱ（制作進行）

2011年
- 我們仍未知道那天所看見的花名。（制作進行）
- THE IDOLM@STER（制作進行）

2012年
- 宇宙兄弟（-2014年、分鏡・演出・設定制作）

2014年
- 世界征服 謀略之星（制作進行）
- 七大罪（-2015年、演出）
- 四月是你的謊言（-2015年、分鏡・演出）

2015年
- GATE 奇幻自衛隊（演出）

2016年
- 只有我不存在的城市（監督助手・分鏡・演出）
- Qualidea Code（分鏡）
- 七大罪 聖戰的預兆（分鏡・演出）
- 超自然9人組（分鏡・演出）

2017年
- 亞人醬有話要說（分鏡・演出）
- GRANBLUE FANTASY The Animation（分鏡・演出）

2018年
- 我讓最想被擁抱的男人給威脅了。（分鏡・演出）

2019年
- 約定的夢幻島（分鏡・演出）
- 刀劍神域 Alicization War of Underworld（分鏡）
- Fate/Grand Order -絕對魔獸戰線巴比倫尼亞-（-2020年、分鏡・演出）
- BEASTARS（2019年）分鏡

2021年
- 86－不存在的戰區－（-2022年監督・分鏡・演出）

### WEB動畫
2019年
- そばへ（監督）

### 電影動畫
2013年
- 我們仍未知道那天所看見的花的名字。（制作進行）

2014年
- 宇宙兄弟 #0（分鏡・演出・設定制作）

2018年
- 未來的未來（助監督）

## 腳註